# Бергиш Гладбах
Бергиш Гладбах (њем. Bergisch Gladbach) град је у њемачкој савезној држави Северна Рајна-Вестфалија. Једно је од 8 општинских средишта округа Рајниш-Бергиш. Према процјени из 2010. у граду је живјело 105.901 становника. Посједује регионалну шифру (AGS) 5378004, NUTS (DEA2B) и LOCODE (DE BGL) код.

## Географски и демографски подаци
Бергиш Гладбах се налази у савезној држави Северна Рајна-Вестфалија у округу Рајниш-Бергиш. Град се налази на надморској висини од 51-267 метара. Површина општине износи 83,1 km². У самом граду је, према процјени из 2010. године, живјело 105.901 становника. Просјечна густина становништва износи 1.274 становника/km².

## Међународна сарадња
| Мјесто         | Држава                         | Врста сарадње | Од    |
| -------------- | ------------------------------ | ------------- | ----- |
| Ранимид        | Уједињено Краљевство           | партнерство   | 1965. |
| Лутон          | Уједињено Краљевство           | партнерство   | 1956. |
|                | Француска                      | партнерство   | 1960. |
| Бургоан Жалије | Француска                      | партнерство   | 1956. |
| Лимасол        | Кипар                          | пријатељство  | 1991. |
| Велсен         | Белгија                        | партнерство   | 1956. |
|                | Палестинска Народна Самоуправа | контакт       | 2010. |
|                | Пољска                         | партнерство   | 1993. |
| Маријамполе    | Литванија                      | партнерство   | 1989. |
| Извор          |                                |               |       |